# Adesmus beruri
Adesmus beruri es una especie de escarabajo longicornio del género Adesmus, categorizada en la tribu Hemilophini, de la subfamilia Lamiinae. Fue descrita por Martins & Galileo en 2011.

## Descripción
Mide 9,1 mm de longitud.

## Distribución
Se distribuye por Brasil.